# Nordkoreanisch-syrische Beziehungen
Die nordkoreanisch-syrischen Beziehungen beschreiben das zwischenstaatliche Verhältnis von Nordkorea und Syrien. 1966 nahmen die beiden Nationen diplomatische Beziehungen auf. Sie betreiben eine Botschaft im jeweils anderen Land.

## Geschichte
Die Länder unterhalten seit Ende der 1960er-Jahre enge Beziehungen. 1966 wurde die nordkoreanische Botschaft in Damaskus eingerichtet; 1969 folgte die Eröffnung der syrischen Botschaft in Pjöngjang. Nordkorea leistete Syrien in seinen Kriegen gegen Israel militärische Unterstützung. Nordkoreanische Piloten flogen Einsätze für die syrische Luftwaffe, unter anderem im Sechstagekrieg von 1967 und im Jom-Kippur-Krieg von 1973. Später halfen nordkoreanische Techniker bei der Entwicklung des syrischen Arsenals an ballistischen Raketen und beim Bau eines Kernkraftwerks. Israel zerstörte die Anlage im Jahr 2007.
2009 wurden 14.000 Chemieanzüge auf einem nordkoreanischen Schiff beschlagnahmt, das angeblich nach Syrien fahren sollte. Im November 2010 stoppte Frankreich einem Bericht einer UN-Expertengruppe zufolge ein Schiff aus Nordkorea, das Material zur Herstellung von Artillerie-Munition und Raketen nach Syrien transportieren sollte. 2012 wurde ein Schiff vor der südkoreanischen Küste mit Raketenteilen für Syrien abgefangen. Im selben Jahr wurde einem nordkoreanischen Flugzeug verwehrt, über den Irak nach Syrien zu fliegen. Es wurden ebenfalls Waffenlieferungen vermutet.
Im November 2012 sprach der nordkoreanische Machthaber Kim Jong-un angesichts des syrischen Bürgerkriegs seine Unterstützung für den syrischen Staatspräsidenten Baschar al-Assad aus. Im April 2013 beschlagnahmte die Türkei auf einem unter libyscher Flagge fahrenden Schiff Waffen, Munition und Gasmasken, die nach Aussagen des Kapitäns über die Türkei nach Syrien geliefert werden sollten, um die Regierung von Präsident Assad im syrischen Bürgerkrieg zu unterstützen.
Im November 2013 berichtete die in London ansässige Syrische Beobachtungsstelle für Menschenrechte, dass etwa 15 nordkoreanische Hubschrauberpiloten vom Assad-Regime angeheuert wurden, das mit Überläufen unter seinen eigenen Piloten zu kämpfen hatte. Demzufolge seien auch Arabisch sprechende nordkoreanische Offiziere vor Ort gewesen, um logistische und planerische Unterstützung leisten und Artilleriebeschuss zu beaufsichtigen.
Anfang Juni 2014 waren im Rahmen der Überwachung der syrischen Präsidentschaftswahlen unter anderem nordkoreanische Wahlbeobachter im Einsatz. Im selben Monat traf sich der damalige Außenminister Nordkoreas Ri Su-yong in der syrischen Hauptstadt Damaskus mit Baschar al-Assad. An dem Treffen nahmen zivile und militärische Mitglieder der Delegation von Ri, der nordkoreanische Botschafter in Syrien Jang Myong-ho, der syrische Außenminister Walid al-Muallim, der stellvertretende syrische Außenminister Faisal al-Miqdad und die Direktorin der Asienabteilung des syrischen Außenministeriums Nadra Assaf teil.
Im Jahr 2015 würdigte Syrien die nordkoreanische Unterstützung mit der Errichtung eines Denkmals und eines 9000 Quadratmeter großen Parks in Damaskus, die dem Gründer des nordkoreanischen Staates Kim Il-sung gewidmet sind. Neben dem nordkoreanischen Botschafter besuchte auch der stellvertretende syrische Außenminister Faisal al-Miqdad die Zeremonie.
Im Jahr 2016 gab es Berichte, dass nordkoreanische Spezialeinheiten im syrischen Bürgerkrieg zur Verteidigung der syrischen Regierung kämpfen. Der Leiter des syrischen Hohen Verhandlungskomitees (HNC) erklärte, dass es sich um zwei nordkoreanische Milizeinheiten handele, die für das Assad-Regime kämpfen würden.
In einem 2017 erschienenen UN-Bericht wird die Zusammenarbeit von Nordkorea und Syrien bei der Chemiewaffenentwicklung thematisiert. Demzufolge wurden zwischen Februar und August 2017 zwei Ladungen aus Nordkorea an Syrien abgefangen, die an die für das Chemiewaffenprogramm zuständige Behörde adressiert waren. Laut einem 2018 erschienenen Bericht der Vereinten Nationen wurden zwischen 2012 und 2017 mindestens 40 nicht gemeldete Lieferungen von verbotenen ballistischen Raketenteilen und Materialien, die sowohl für militärische als auch für zivile Zwecke verwendet werden könnten, verzeichnet. Außerdem hätten nordkoreanische Techniker Syrien im Jahr 2016 mindestens dreimal besucht.
Der nordkoreanischen Nachrichtenagentur KCNA zufolge ließ der syrische Präsident Assad beim Antrittsbesuch des nordkoreanischen Botschafters Mun Jong-nam Ende Mai 2018 in Damaskus verlauten, er wolle nach Nordkorea reisen und den dortigen Machthaber Kim Jong-un besuchen.
Im Mai 2019 reiste eine nordkoreanische Delegation um den stellvertretenden Außenminister Pak Myong-gu nach Syrien und traf dort auf dessen Amtskollegen Faisal al-Miqdad, um die Zusammenarbeit zwischen beiden Ländern zu fördern. Pak bot dabei unter anderem die Unterstützung Nordkoreas beim Wiederaufbau Syriens an. Im Juni 2019 traf eine syrische Delegation um den Außenminister Walid al-Moallem in Pjöngjang ein und einigte sich mit Vertretern des nordkoreanischen Außenministeriums um Ri Yong-ho auf eine weitere Intensivierung der Beziehungen.
Im August 2020 wurde in einem Bericht eines UN-Expertengremiums bekanntgegeben, dass in der zweiten Jahreshälfte 2019 mindestens 800 nordkoreanische Militär- und Arbeitskräfte nach Syrien kamen.